# Stefan Gościcki
Stefan Antoni Mikołaj Gościcki (ur. 13 lutego 1868 w Szastach, zm. 2 maja 1919 w Tulibowie) – polski inżynier rolnik, ziemianin, działacz społeczny.

## Życiorys
Urodził się w rodzinie ziemiańskiej. Był synem Juliana Wincentego Gościckiego (1839–1905) i Franciszki z domu Strzeszewskiej (1845–1915). W 1893 w Lutocinie poślubił Mariannę Mieczkowską (1872–1944), z którą miał dziewięcioro dzieci, spośród nich do wieku dorosłego dożyli: Halina (1897–1989), Jadwiga (1898–1921), Hanna (1901–1987), Julian (1903–1939), Maria (1905–1994) – żona adwokata Stanisława Zgliczyńskiego, Stefan (1906–1984) i Zofia (1910–1996).
Absolwent Akademii Rolniczej w Dublanach. Po sprzedaży otrzymanego od ojca majątku w Reczewie w 1898 kupił majątek w Tulibowie. W kolejnych latach zakupił majątki w Glewie (1907) i Grochowalsku (1911). Skutecznie rozwijał posiadane gospodarstwa, w tym m.in. przeprowadził melioracje, unowocześnił hodowlę zwierząt i w 1911 w Grochowalsku uruchomił gorzelnię, która w latach 20. XX wieku przerabiała blisko 5000 kwintali ziemniaków rocznie. 
Angażował się w działalność społeczną. W 1904 doprowadził do utworzenia Ochotniczej Straży Pożarnej w Grochowalsku i do śmierci był jej prezesem. Wspierał renowację Kościoła Podwyższenia Krzyża Świętego w Grochowalsku. Sfinansował budowę murowanej szkoły w Glewie i opłacał wynagrodzenie nauczyciela. Działał w utworzonej w 1916 Radzie Opiekuńczej powiatu lipnowskiego. Był jednym z członków założycieli założonego w 1901 Towarzystwa Rolniczego w Płocku. Z ramienia towarzystwa rolniczego był delegatem fachowej pomocy gospodarstw rolnych. Brał czynny udział w zorganizowanej w 1908 w Lipnie wystawie rolniczo–przemysłowej.
W opinii jego współczesnych „Stefan Gościcki należał do ludzi bardzo uczynnych i lubianych, gdyż odnosił się zawsze zarówno do sąsiadów, jak służby folwarcznej lub przygodnych przybyszów z wielką życzliwością i gotowością dania pomocy”.
W dniu 2 maja 1919 w trakcie niepokojów robotniczo-chłopskich, będących echem rewolucji w Rosji, został zamordowany przez niezidentyfikowanych napastników w swoim domu w Tulibowie. Razem z nim został zastrzelony jego pracownik Piotr Kostecki. Sprawa zabójstwa nie została wyjaśniona.

## Upamiętnienie
- Jego grób znajduje się na cmentarzu w Grochowalsku.
- Przed kościołem Podwyższenia Krzyża Świętego w Grochowalsku znajduje się pomnik, upamiętniający Stefana Gościckiego i jego syna Juliana Gościckiego, który został odsłonięty 11 września 2016[11].